# پاهاریتو مسا (نیومکزیکو)
پاهاریتو مسا (به انگلیسی: Pajarito Mesa) یک منطقهٔ مسکونی در ایالات متحده آمریکا است که در نیومکزیکو واقع شده‌است. پاهاریتو مسا ۳۲٫۴ کیلومتر مربع مساحت و ۵۷۹ نفر جمعیت دارد و ۱٬۶۷۰٫۳۲ متر بالاتر از سطح دریا واقع شده‌است.